# Wiedemannia maxima
Wiedemannia maxima är en tvåvingeart som beskrevs av Wagner 1984. Wiedemannia maxima ingår i släktet Wiedemannia och familjen dansflugor. Inga underarter finns listade i Catalogue of Life.